# 江昌
江昌（15世紀—16世紀），字伯大，南直隸徽州府歙縣人，明朝政治人物。

## 生平
江昌是成化十年（1474年）甲午科應天鄉試第五十一名舉人，授攸縣知縣，為人清介仁慈，鋤強扶弱，輕徭節費與民休息，同時聰察過人，奸狡者收斂，縣稱大治，陞南昌同知，有當戍者倚仗宦官請求免戍，他立刻發配對方到戍所，正德年間陞岳州知府，去世後入祀攸縣名宦祠。

## 引用
1. 1 2  民國《歙縣志·卷六·人物志》：江昌，字伯大，領鄉薦除攸縣令，專擊豪強扶寡弱，輕徭節費與民休息，性聰察，宿猾不敢市奸，縣稱肅治，倅南昌府，有當戍者挾中貴請免，昌立遣之，擢守岳州。
2. ↑  民國《歙縣志·卷四·選舉志》：科目……明……成化十年甲午鄉試……江昌 見宦蹟
3. ↑  同治《攸縣志·卷三十八·政績》：江昌，江南歙縣人，正德【成化】間知攸縣事，清介仁慈，祀名宦。